# Ключевое (Волновахский район)
Ключевое (укр. Ключове) — посёлок на Украине в Великоновосёлковском районе Донецкой области.

## Адрес местного совета
85552, Донецкая область, Великоновосёлковский район, с. Старомлыновка, ул.Ленина, 97, 99-1-54